# Have I Got News for You
Have I Got News for You (afkorting: HIGNFY) is een Brits satirisch BBC-televisieprogramma dat in 1990 begon als televisievariant op het BBC-radioprogramma The News Quiz (uitgezonden vanaf 1977). Het programma stond van meet af aan bekend om zijn vlijmscherpe satire.

## Opzet
HIGNFY heeft de vorm van een spelprogramma, waarin twee teams onder leiding van een spelleider tegen elkaar strijden. Elk team bestaat uit een vaste teamleider en een wekelijkse gast. De beide teams moeten vragen beantwoorden die betrekking hebben op de actualiteit, meestal naar aanleiding van binnen- en buitenlands politieke gebeurtenissen. Belangrijker dan het scoren van punten is echter het maken van snedige opmerkingen en het bespotten van de politici en bekende persoonlijkheden, en ook van elkaar. Het satirische karakter roept regelmatig controverses op. Het programma heeft dan ook een team van in smaad- en lasterzaken gespecialiseerde advocaten.
Aan HIGNFY werken mee als vaste teamcaptains Paul Merton, komiek en tekstschrijver, en Ian Hislop, hoofdredacteur van het satirische tijdschrift Private Eye. Honderden acteurs, televisiepersoonlijkheden, komieken, journalisten en politici zijn (vaak meer dan eens) opgetreden als panellid of gastpresentator, onder wie Jo Brand, Jeremy Clarkson, Joan Collins, Benedict Cumberbatch, Alan Davies, Germaine Greer, Eddie Izzard, Boris Johnson (die hiervoor in 2004 werd genomineerd voor een BAFTA), Gary Lineker, Ken Livingstone, Roger Moore, Jeremy Paxman, John Prescott, Gordon Ramsay, Jacob Rees-Mogg, Anne Robinson, Jennifer Saunders en Jerry Springer. Ook een bakje reuzel is eens opgetreden in Have I Got News for You, toen de plaats van de weggebleven Roy Hattersley werd ingenomen door "a tub of lard".

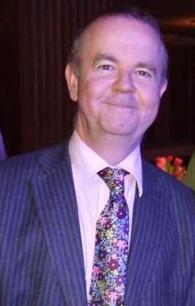
Ian Hislop
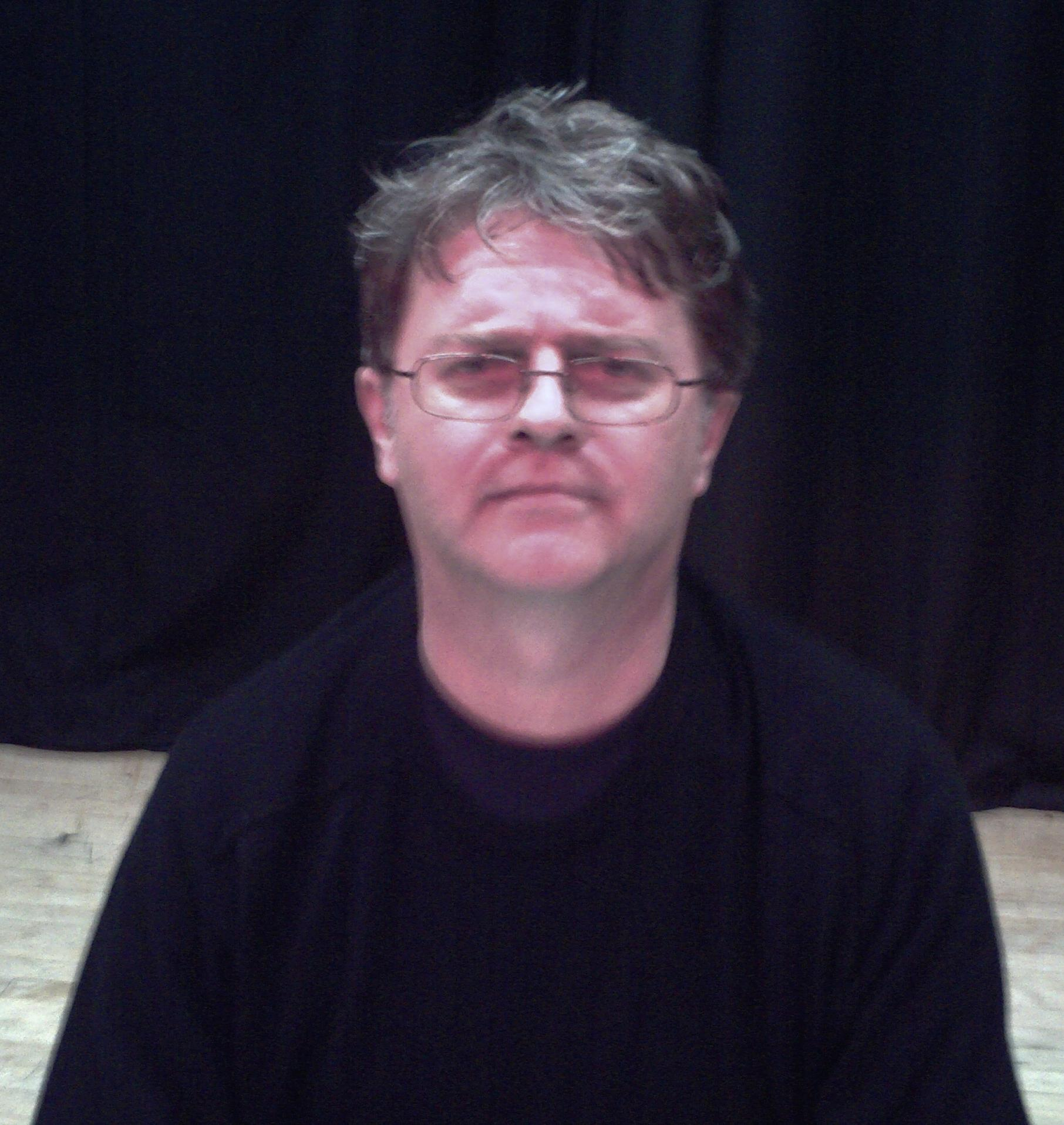
Paul Merton
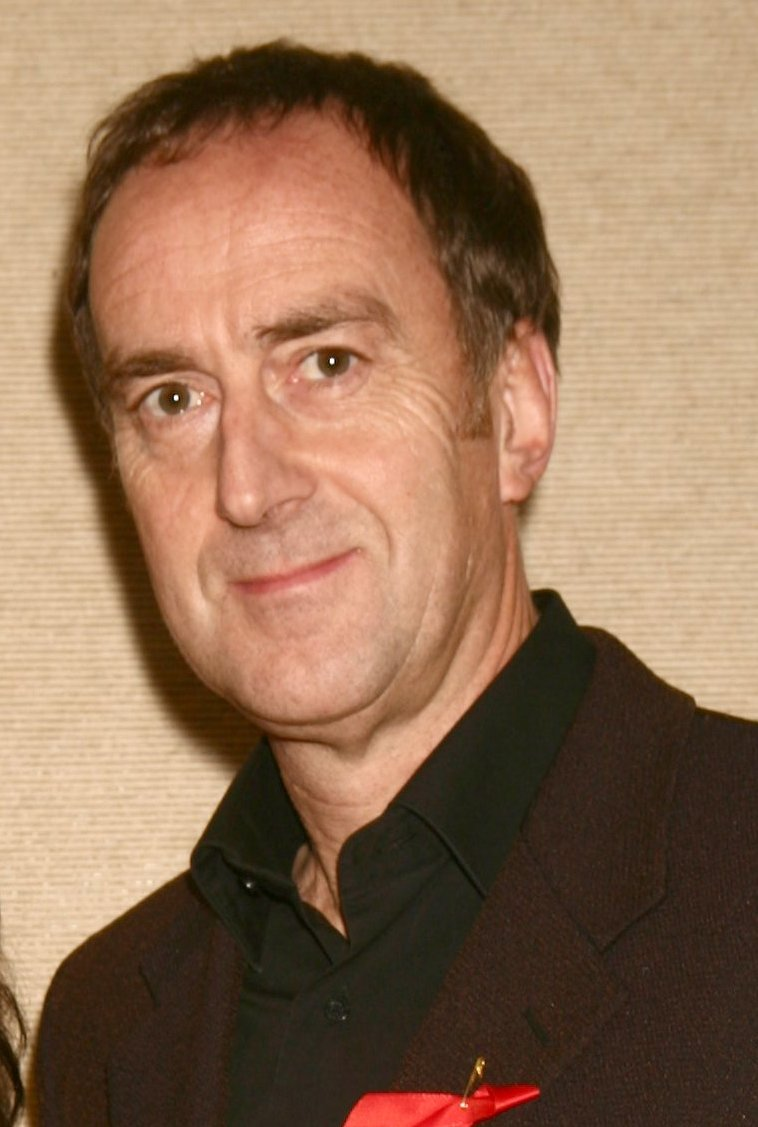
Angus Deayton

Tot 2002 was Angus Deayton de vaste presentator. Omdat hij in dat jaar door de Britse boulevardpers veelvuldig werd aangevallen om zijn privéleven, besloot de BBC de samenwerking met Deayton op te zeggen. De beide andere vaste medewerkers Hislop en Merton waren hem in het programma openlijk afgevallen. Het argument was dat een satirisch programma dat publieke persoonlijkheden moreel de maat neemt vanwege hun gedrag, niet kan zwijgen over soortgelijke gedragingen van een van de presentatoren. Sommige bekende Britten, onder wie Stephen Fry, verklaarden zich solidair met Deayton en weigerden verdere medewerking aan het programma. Aan Paul Merton werd in een interview door Michael Parkinson gevraagd of zijn houding niet een dolkstoot in Deaytons rug was geweest. Merton antwoordde: "Nee. Het was een dolkstoot in de borst". Sinds Deaytons vertrek werkt HIGNFY met gastpresentatoren.
In 2006 en 2007 was Ann Widdecombe tweemaal gastpresentatrice van HIGNFY, maar na de tweede maal weigerde ze terug te komen, omdat ze de scabreuze toespelingen van panellid Jimmy Carr niet kon verdragen.
Op 10 mei 2019 werd de aflevering met als gast Heidi Allen, een uit de Conservative Party gestapte politica die zich tegen brexit verklaarde, kort voor uitzending teruggetrokken uit vrees dat de onpartijdige positie van de BBC in gevaar was. In de geschiedenis van het programma was niet eerder voorgekomen dat een aflevering niet mocht worden uitgezonden. Precies een maand later zond BBC One deze aflevering met Heidi Allen alsnog onverkort uit in Have I Got a Bit More News for You.

## Buitenlandse versies
Op 26 mei 1995 was de Nederlandse komiek Raoul Heertje te gast bij HIGNFY als voorbereiding voor een Nederlandse versie. Voor het Nederlandse nieuws van die week werd in de uitzending extra ruimte ingelast. Heertje becommentarieerde de beelden met opmerkingen in het Nederlands. Sinds 1996 heeft de TROS, later RTL 4, de Nederlandse versie Dit Was Het Nieuws uitgezonden met als presentator Harm Edens en als teamcaptains aanvankelijk Raoul Heertje en Thomas Acda. Sinds eind 2017 zendt AVROTROS het programma uit met Jan Jaap van der Wal en Peter Pannekoek als teamcaptains en Harm Edens als presentator.
Andere versies van Have I Got News for You zijn of worden uitgezonden in:
- de Verenigde Staten: de wekelijkse radioshow Wait Wait... Don't Tell Me! sinds 1998 op National Public Radio, en de tv-pilot Have I Got News for You in 2009 op NBC
- Finland: Uutisvuoto van 1998 tot 2018 op Yle TV1
- Estland: Teletaip van 2000 tot 2007 op Eesti Televisioon
- Zweden: Snacka om nyheter van 1995 tot 2003 en in 2008-2009.
- Noorwegen: Nytt på nytt sinds 1999 op NRK